# 25 de Mayo
25 de Mayo è una città argentina della provincia di Buenos Aires capoluogo del partido di Veinticinco de Mayo.

## Geografia
25 de Mayo è situata a 220 km a sud-ovest di Buenos Aires e a 240 km a sud-ovest di La Plata.

## Storia
Nei primi giorni di novembre 1836 nell'area dove sorge l'odierna cittadina fu eretto il fortino Mulitas da parte dei soldati incaricati di sorvegliare quest'area della provincia di Buenos Aires all'epoca situata alla frontiera con le popolazioni native. La località ha preso il nome dalla data della Rivoluzione di Maggio.

## Cultura

### Istruzione

#### Musei
- Museo Municipale "Paula Florido"